# 石井拓
石井 拓（いしい たく、1965年〈昭和40年〉4月11日 - ）は、日本の政治家。自由民主党所属の元衆議院議員（1期）。
内閣府大臣政務官兼経済産業大臣政務官、復興大臣政務官、愛知県議会議員（2期）、碧南市議会議員（2期）を歴任した。

## 来歴
愛知県碧南市出身。碧南市立鷲塚小学校、碧南市立東中学校、愛知県立西尾高等学校卒業。1988年3月、立命館大学法学部卒業。同年4月、名南経営センター（現・税理士法人名南経営）に勤務。1999年9月、有限会社ベンチャー石井コンサルティングを設立。
2008年4月の碧南市議会議員選挙に無所属で立候補し初当選。
2015年2月に市議を辞職。同年4月の愛知県議会議員選挙に碧南市選挙区から自民党公認で立候補し、民主党の鈴木実則を破り初当選。
2019年1月27日告示、2月3日執行の安城市長選挙に比例東海ブロック（愛知13区）の大見正衆議院議員が立候補し自動失職。石井は同年4月の県議選で無投票で再選。
2020年9月12日、自民党が大見の後継として石井を擁立する方向で調整していることが地元紙の報道により明らかとなった。同年12月19日、碧南商工会議所で「（新）自由民主党愛知県第十三選挙区支部」の設立総会が開かれ、支部長に石井が選任された。
2021年7月12日、県議を辞職。同年10月31日の第49回衆議院議員総選挙に愛知13区から自民党公認で立候補。立憲民主党現職の大西健介に敗れるも、比例復活で初当選した。
2023年9月13日、第2次岸田第2次改造内閣が発足。9月15日付で内閣府大臣政務官兼経済産業大臣政務官に就任。
2024年9月27日に行われた自民党総裁選挙において小林鷹之の推薦人に名を連ねた。1回目の投票では小林に投じ、得票数1位の高市早苗と2位の石破茂が進んだ決選投票については、中日新聞の取材に対し、投票先を公表しなかった。
同年10月15日、第50回衆議院議員総選挙公示。愛知13区からは石井、大西、日本共産党公認の元刈谷市議会議員の牛田清博の3人が立候補した。自民党は裏金問題や統一教会問題、10月23日に発覚した非公認候補への2000万円支給問題などで逆風が吹き荒れた。10月27日、総選挙執行。投票締め切りの20時直後に中京テレビなどは大西の当選確実を報じた。石井は比例復活もならず議席を失った。

## 政策・主張

### 憲法
- 憲法改正について、2021年のアンケートでは「賛成」と回答[22]。
- 憲法9条への自衛隊の明記について、2021年のアンケートで「賛成」と回答[23]。
- 改正すべき項目として「自衛隊の保持を明記する」「緊急事態に関する条項を新設する」と2021年の朝日新聞社のアンケートで主張[22]。
- 憲法を改正し緊急事態条項を設けることについて、2021年の毎日新聞社のアンケートで「賛成」と回答[24]。

### 外交・安全保障
- 「他国からの攻撃が予想される場合には敵基地攻撃もためらうべきではない」との問題提起に対し、2021年のアンケートで「どちらかといえば賛成」と回答[22]。
- 「北朝鮮に対しては対話よりも圧力を優先すべきだ」との問題提起に対し、2021年のアンケートで「どちらとも言えない」と回答[22]。
- 普天間基地の辺野古移設について、2021年のアンケートで「どちらかといえば賛成」と回答[22]。
- 徴用工訴訟などの歴史問題をめぐる日韓の関係悪化についてどう考えるかとの問いに対し、2021年の毎日新聞社のアンケートで「政府の今の外交方針でよい」と回答[24]。

### ジェンダー
- 選択的夫婦別姓制度の導入について、2021年の朝日新聞社のアンケートで「反対」と回答[22]。
- 同性婚を可能とする法改正について、2021年の朝日新聞社のアンケートで「反対」と回答[22]。「同性婚を制度として認めるべきだと考るか」との2021年の毎日新聞社のアンケートに対し、「認めるべきでない」と回答[24]。
- 「LGBTなど性的少数者をめぐる理解増進法案を早期に成立させるべきか」との問題提起に対し、2021年のアンケートで「どちらとも言えない」と回答[22]。
- クオータ制の導入について、2021年のNHKのアンケートで「どちらかといえば反対」と回答[23]。同年の毎日新聞社のアンケートで「反対」と回答[24]。

### その他
- 「原子力発電への依存度について今後どうするべきか」との問題提起に対し、2021年のアンケートで「現状を維持すべき」と回答[23]。
- 新型コロナウイルス対策として、消費税率の一時的な引き下げは「必要でない」と回答[23]。
- 森友学園への国有地売却をめぐる公文書改竄問題で、2021年5月6日、国は「赤木ファイル」の存在を初めて認めた[25]。しかし5月13日、菅義偉首相はファイルの存在を踏まえた再調査を行わない考えを報道各社に書面で示した[26]。9月の自民党総裁選挙で総裁に選出された岸田文雄も10月11日、衆議院本会議の代表質問で再調査の実施を否定した[27]。国の対応をどう考えるかとの同年の毎日新聞社のアンケートに対し、回答しなかった[24]。

## 人物

### 統一教会との関係
- 2021年6月5日、世界平和統一家庭連合（旧統一教会）の関連団体「愛知県平和大使協議会東愛知総支部」は「アジアと日本の平和と安全を守る東愛知安保大会」を豊田市で開催。「国際勝共連合」代表の梶栗正義が講演した同大会に石井は出席した[28][29][30]。

- 2021年7月11日、統一教会の関連団体「天宙平和連合（UPF）」主催のサイクリングイベント「ピースロード」が碧南市役所をスタート地点として実施された（ゴールは安城市の明治川神社）。石井は、教団信者とされる碧南市長の禰冝田政信[31][32][33]とともに出発式に参加した[34][35]。

- 2021年10月14日、すなわち衆議院議員選挙公示の5日前、統一教会の関係者らは石井とともに「石井拓先生衆議院選勝利決起集会」を行った。主催は「拓世会」。教団は候補者の名前の1字と「世」を後援会名にするのが特徴であり、のちにメディアで「（教団側に）後援会を結成してもらっている可能性がある」と報じられた[36]。

- 2021年11月5日、世界平和連合の中部地区常任講師や国際勝共連合愛知県本部の代表を務めるS[37]は、5日前に実施された衆院選「第3地区」を総括する33ページにわたる内部資料を作成した。教団は日本を5地区に分けており、第3地区は東海北陸信越近県に及ぶ中部地区一帯を指す。本部から「勝共推進国会議員の全員当選」の要請があったことが記され、上記の決起集会の写真も掲載された[38]。選挙結果のページでは、石井ら「新しくUPFに繋がった東海ブロック国会議員10人」[注 2]が記され、統一教会のフロント組織である天宙平和連合（UPF）と世界平和連合が一体となった政界工作であることが示された[36]。

- 2022年3月、統一教会の関連団体が開いた安全保障、国際経済をテーマとするセミナーに出席し、挨拶した[39]。
- 2022年6月、上記と同内容のセミナーに出席し、挨拶した[39]。
- 2022年7月から8月にかけて、共同通信社は、全国会議員712人を対象に、統一教会との関わりを尋ねるアンケートを実施。8月31日に各議員の回答の全文を公表した。「旧統一教会またはその友好・関連団体等の行事、会合、集会等に出席したことはあるか」との問いに対し、石井は「分からない、答えられない」と回答した[40][41]。ところが同年9月30日、自民党が統一教会と党所属議員の関係をめぐる追加調査の結果を発表すると、そこには、会合に出席し挨拶した議員として、石井の名が含まれていた[42]。

### 政治資金
- 2024年7月6日、石井が2021年に自身が代表を務める自民党愛知県第13区選挙区支部に計約932万円を寄付し、所得税の一部を控除されていたことが分かった。石井は名古屋市で取材に応じ「党本部に確認し、モラル的によろしくないと言われた。周囲のアドバイスなどでやめた」と述べた。2022年以降は控除を受けていないという[43]。

## 所属団体・議員連盟
- 自民党たばこ議員連盟[44]

## 選挙
| 当落 | 選挙                     | 執行日         | 年齢 | 選挙区       | 政党       | 得票数    | 得票率 | 定数 | 得票順位 /候補者数 | 政党内比例順位 /政党当選者数 |
| ---- | ------------------------ | -------------- | ---- | ------------ | ---------- | --------- | ------ | ---- | ------------------ | ---------------------------- |
| 当   | 2008年碧南市議会議員選挙 | 2008年4月20日  | 43   | ――           | 無所属     | 1673票    | ――     | 22   | 6/28               | /                            |
| 当   | 2012年碧南市議会議員選挙 | 2012年4月22日  | 47   | ――           | 無所属     | 1592票    | ――     | 22   | 7/                 | /                            |
| 当   | 2015年愛知県議会議員選挙 | 2015年4月12日  | 51   | 碧南市選挙区 | 自由民主党 | 1万3312票 | 59.18% | 1    | 2/2                | /                            |
| 当   | 2019年愛知県議会議員選挙 | 2019年4月7日   | 55   | 碧南市選挙区 | 自由民主党 | ――票      | ――     | 1    | 1/1                | /                            |
| 比当 | 第49回衆議院議員総選挙   | 2021年10月31日 | 56   | 愛知県第13区 | 自由民主党 | 12万203票 | 47.28% | 1    | 2/2                | 2/9                          |
| 落   | 第50回衆議院議員総選挙   | 2024年10月27日 | 59   | 愛知県第13区 | 自由民主党 | 9万214票  | 36.83% | 1    | 2/3                | 10/7                         |